# 위량초등학교
위량초등학교는 대한민국 경상북도 김천시 감문면 금라리에 있는 공립 초등학교다.

## 학교 연혁
- 1932년 9월 8일 위량공립보통학교 개교
- 1938년 4월 1일 위량공립심상소학교 개칭
- 1941년 4월 1일 위량공립국민학교 개칭
- 1981년 3월 1일 병설유치원 개원
- 1994년 3월 1일 감문국민학교 통폐합
- 1995년 3월 1일 도명국민학교 통폐합
- 1996년 3월 1일 위량초등학교 개칭
- 2013년 3월 1일 곡송초등학교 통합
- 2016년 9월 1일 제31대 황우원 교장 부임
- 2017년 2월 10일 제82회 졸업식(졸업생 총수 5,274명)
- 2017년 3월 1일 초등 6학급, 유치원 1학급 편성

## 참고 자료
- 위량초등학교 - 한국교육학술정보원 학교알리미